# Pafnuci d'Egipte
Pafnuci de Tebes, o el Confessor (Tebaida?, s. IV), fou deixeble d'Antoni el Gran i bisbe d'una ciutat de l'Alta Tebaida i possiblement assistent al primer Concili de Nicea en 325.

## Vida i llegenda
Pafnuci havia estat perseguit per les seves creences cristianes, i fou mutilat tallant-li els tendons del genoll esquerre i rebentant-li l'ull dret durant el regnat de l'emperador Maximí. Va ser condemnat al treball a les mines. Rufí d'Aquileia diu d'ell que amb la seva paraula expulsava els dimonis i amb la seva oració curava els malalts, cosa que feia d'ell un "home de Déu". Rufí també explica alguns miracles de Pafnuci i diu que no eren inferiors als que feien els apòstols alguns segles abans: havia tornat la vista als cecs i havia fet caminar paralítics. Sembla que assistí al Primer Concili de Nicea, i que hi fou honorat per Constantí el Gran.
Alguns historiadors antics en diuen que tingué un paper important en els debats del concili sobre el celibat dels clergues. Al contrari que molts bisbes, que estaven d'acord amb el Concili d'Elvira i optaven per prohibir les relacions conjugals dels clergues, encara que s'haguessin casat abans de l'ordenació, Pafnuci defenia que aquesta obligació no podia imposar-se, i que seguint la tradició de l'Església, només mantinguessin el celibat aquells clergues que en el moment d'ordenar-se no s'havien casat. Aquesta fou la proposta adoptada finalment pel concili.
Pafnuci defensà fermament l'ortodòxia enfront de l'arrianisme. Acompanyà Sant Atanasi d'Alexandria al Primer Sínode de Tir de 335.
Una tradició diu que va convertir la cortesana Tais, tot i que probablement aquest era un personatge llegendari. La llegenda fou recollida al drama Paphnutius de Roswitha de Gandersheim (segle x).

## Historicitat
La seva existència real és, però, polèmica, i alguns historiadors moderns la neguen. Així, Pafnuci no és citat mai per Atanasi ni per altres fonts contemporànies. Els historiadors del Concili de Nicea, com Eusebi de Cesarea, tampoc no n'esmenten la seva participació. Al contrari, Sòcrates Escolàstic, el cronista que cita Pafnuci, diu que Eusebi no va conèixer cap assistent al concili que li pogués afirmar amb seguretat que el bisbe hi era o no hi era. Les mencions del Sínode de Trullo (691) sobre els precedents del celibat dels clergues no fan cap esment de Pafnuci.
D'altra banda, altres historiadors defensen l'existència de Pafnuci.

## Veneració
Cesare Baronio l'introdueix al Martirologi romà assignant-li el dia 11 de setembre, potser a partir de la data del calendari alexandrí-etiòpic, que celebra el dia de Pafnuci l'11 de Baixan. Només després se sabé que el Pafnuci del calendari copte no era el bisbe tebà, sinó un monjo de Scetes, ciutat egípcia, que visqué entre 979 i 1003.

## Iconografia
En una taula conservada a l'església del Sant Crist de Ciutadella (Menorca) hi ha representants sant Pafnuci (anomenat Pafunci a la inscripció), sant Onofre i Sant Jeroni. A Pafnuci se'l representa vestit amb hàbit d'ermità, descalç i amb un bastó i un llibre a les mans. Aquesta iconografia es coincident amb la que es troba en gravats i pintures dels segles XVI-XVII